# Salim Chishti

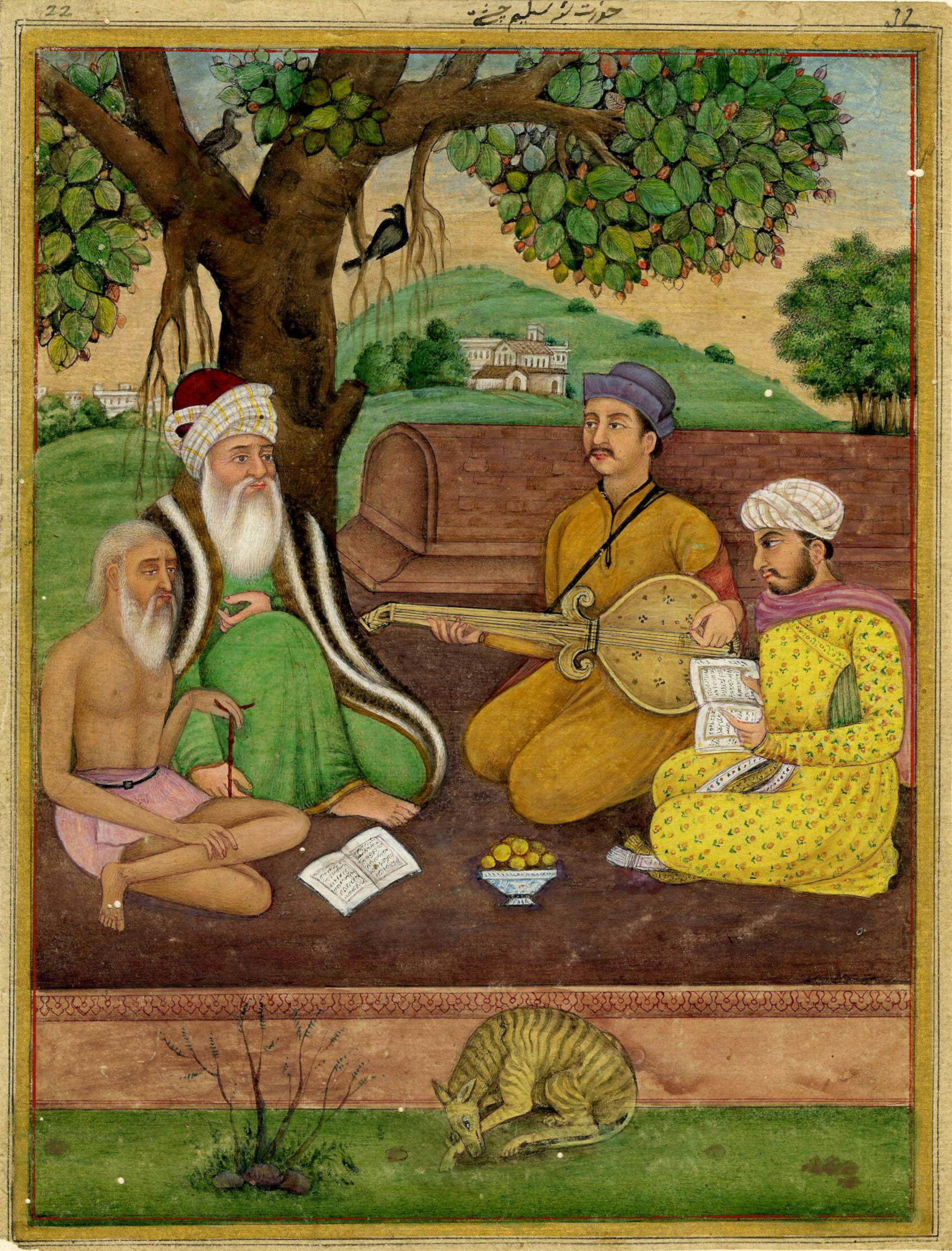
Sheikh Salim Chishti met een asceet, een dichter en een muzikant uit zijn entourage. Onbekende schilder, 19e-eeuws.

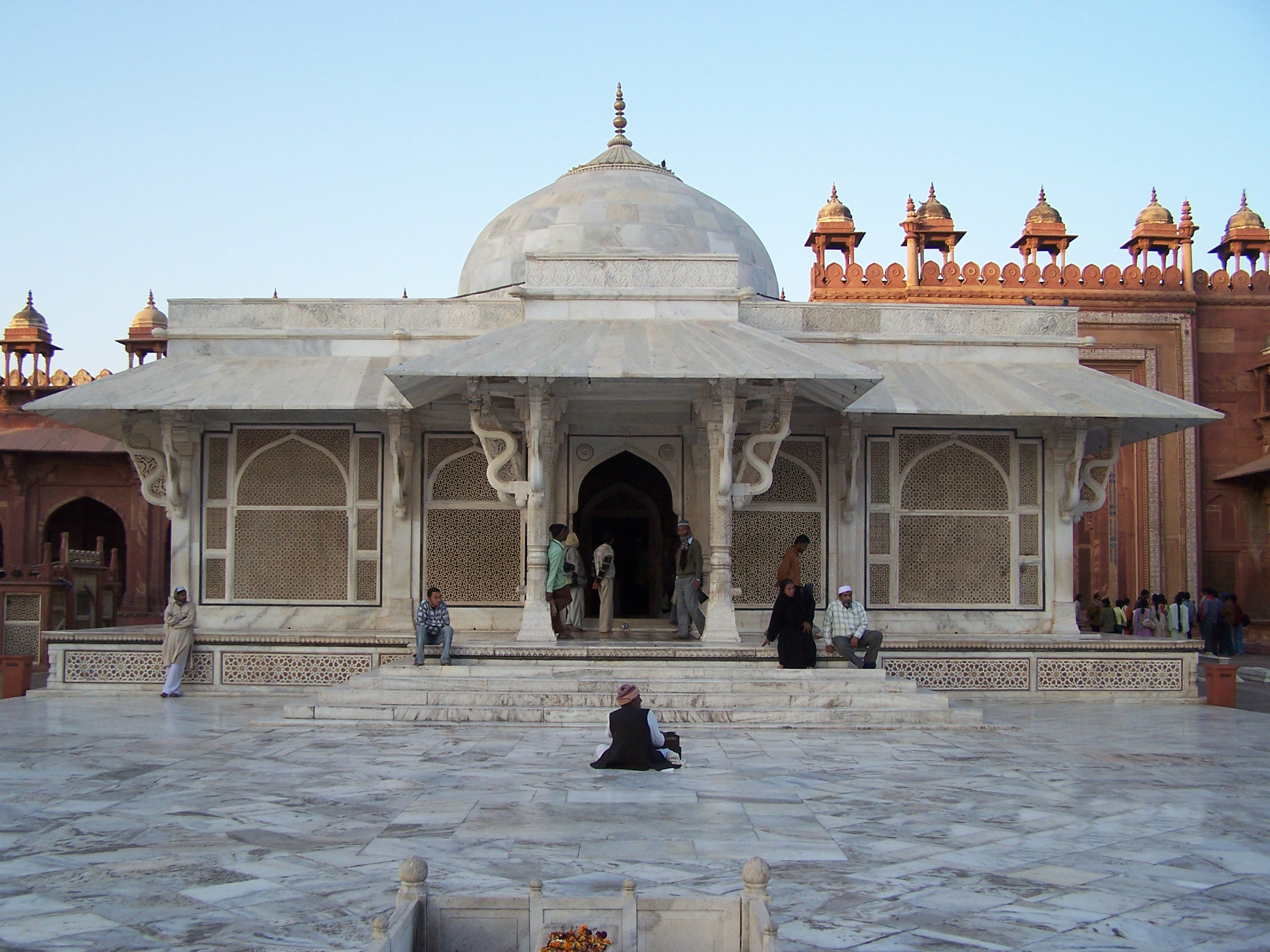
Mausoleum van Salim Chishti

Salim Chishti (1478 - 1572; Urdu:سلیم چشتی) was een islamitisch spiritueel leraar uit de soefistische Chishti-orde, die in het noordwesten van India leefde. Onder zijn volgelingen bevond zich de Mogolkeizer Akbar, op wie hij grote invloed had.
Binnen het soefisme gelden leraren of wijzen (de soefi's) als intermedium tussen God en de gelovigen. Chishti's volgelingen geloofden dan ook dat hij in staat was wonderen te verrichten. Keizer Akbar, die een grote interesse had voor religieuze en spirituele zaken, bezocht de heilige in 1568. De keizer legde zijn wens om een opvolger aan de soefi voor. Een jaar later werd Akbars eerste zoon geboren, prins Salim, bekender onder zijn latere regeringsnaam Jahangir. De keizer schreef de geboorte toe aan de hemelse interventie van Salim Chishti. Hij vernoemde zijn zoon naar de sheikh.
Ook verplaatste Akbar zijn hoofdstad naar het kamp van de soefi. Rondom het kamp werden paleizen en moskeeën gebouwd. Het hof verhuisde in 1569 naar de stad, die Fatehpur Sikri genoemd werd. Toen de soefi in 1572 overleed liet Akbar een bijzonder elegant mausoleum voor hem bouwen, opgetrokken uit wit marmer. De nieuwe hoofdstad werd in 1585 echter alweer verlaten, waarschijnlijk vanwege het opdrogen van de waterputten.
Chisthi's dochter was de vroedvrouw van prins Salim. De prins groeide samen met haar zoon Qutbuddin Koka op. Jahangir benoemde zijn vriend in 1606 tot gouverneur van Bengalen.
Salim Chishti's mausoleum in Fatehpur Sikri trekt nog steeds veel pelgrims, met name vrouwen met een kinderwens.